# ب‌ام-۲۱ گراد
ب‌ام-۲۱ گراد (به روسی: БМ-21 "Град") نوعی راکت‌انداز چندتایی ۱۲۲ میلی‌متری است که در اوایل دهه ۱۹۶۰ در شوروی طراحی و تولید شد. راکتی که گراد شلیک می‌کند ام-۲۱اُاف نام دارد. گراد از ۴۰ تیوب پرتابگر تشکیل می‌شود که بر روی یک کامیون نصب شده‌اند. اولین انواع گراد در سال ۱۹۶۳ به عنوان جایگزینی برای راکت‌انداز ب‌ام-۱۴ وارد ارتش شوروی شده و بر روی کامیون شش‌چرخه اورال-۳۷۵دی سوار شده بودند.

## نام
ب‌ام مخفف واژه روسی بویوایا ماشینا به معنی «ماشین جنگی» و گراد نیز به معنی تگرگ است. در دوران جنگ ایران و عراق از آن‌جایی که آتشبارهای توپخانه عراق به صورت پنج تایی شلیک می‌کردند، بین عراقی‌ها به «خمسه خمسه» معروف شده بودند. ایرانی‌ها هم در پاسخ به این جنگ روانی سیستم‌های کاتیوشا خود را که چهل راکت داشت به صورت یک‌جا شلیک می‌کردند، که در ایران به «چلچله» هم معروف شد.

## انواع
گراد از معروف‌ترین و رایج‌ترین انواع راکت‌اندازهای خانوادهٔ کاتیوشا ست و در چندین کشور دیگر هم مدل‌های مختلف آن تولید شده و راکت‌اندازهای دیگری نیز بر اساس آن طراحی شده‌اند. گراد-۱ مدل سبکتری از سیستم گراد با ۳۶ پرتابگر، گراد-وی یا ام۱۹۷۵ یک مدل بیسار کوچکتر با ۱۲ پرتابگر برای نیروهای هوابرد و پریما یک مدل بزرگتر با ۵۰ پرتابگر از دیگر مدل‌های تولیدی گراد در شوروی هستند. آرام-۷۰ مدل تولید چکسلواکی و دبلیوآر-۴۰ لانگوستا مدل تولید لهستان از مهمترین انواع ارتقایافته گراد هستند. رومانی مدلی از گراد با ۲۱ پرتابگر را تولید کرده و کره شمالی نیز مدل ۳۰ پرتابگره گراد به نام ب‌ام-۱۱ را که بر روی کامیون‌های ژاپنی ایسوزو سوار شده ساخته‌است. ب‌ام-۱۱ در ایران و پاکستان مهندسی معکوس شده‌است. صنایع دفاع ایران مدل ۴۰ پرتابگره گراد را هم تولید کرده‌است که بر روی کامیون‌های مرسدس بنز سوار شده‌اند.
روس‌ها در بحبوحه جنگ ویتنام نوع سبکی از گراد به نام ۹پ۱۳۲ را هم طراحی و تولید کردند که فقط از یک پرتابگر قابل حمل توسط نفر تشکیل می‌شود. این سیستم برای نیروهای ویتنام شمالی تولید شده بود و بعدها در میان نیروهای چریکی و شبه‌نظامی نیز محبوبیت زیادی پیدا کرد اما هیچگاه وارد ارتش شوروی یا روسیه نشد.

## مشخصات
زمان آماده‌سازی این راکت‌انداز (مدل اصلی تولید شوروی) برای آتش با خدمه پنج نفری حداقل ۳ دقیقه است. امکان شلیک هر ۴۰ راکت در مدت ۲۰ ثانیه میسر است. اما می‌توان راکت‌ها را به صورت تک‌تک یا در گروه‌های چندتایی با وقفه‌های چند ثانیه‌ای شلیک کرد. شلیک از صندلی راننده یا با ماشه‌ای که بر روی کابلی به طول ۶۴ متر نصب شده، انجام می‌شود. بارگذاری مجدد راکت‌ها نیز به صورت دستی انجام شده و حدود ۱۰ دقیقه طول می‌کشد. سیستم را می‌توان در ۲ دقیقه جمع و آماده حرکت کرد که در صورت روبرو شدن با آتش ضدتوپخانه‌ای دشمن ضروری است.
طول هر یک از راکت‌ها ۲٫۸۷ متر و وزن کلاهک حاوی مواد منفجره آن حدود ۲۰ کیلو است. برد آن با راکت‌های معمولی ۲۰ کیلومتر است اما راکت‌های جدیدی با برد بیش از ۳۰ کیلومتر هم ساخته شده‌اند. از مزایای گراد دقت نسبی و تعداد زیاد راکت‌هایی است که می‌توان در محدوده زمانی کوتاهی به سوی دشمن شلیک کرد، که آن را به خصوص در مسافت‌های کوتاه سلاحی مؤثر می‌سازد. یک گردان شامل ۱۶ دستگاه گراد قادر است تا ۷۲۰ راکت را در یک نوبت که تنها ۲۰ ثانیه طول می‌کشد به سوی دشمن پرتاب کند. با این حال دقت گراد قابل مقایسه با توپ‌های جنگی نیست و به همین جهت در وضعیت‌هایی که نیاز به دقت بالایی برای هدف‌گیری است استفاده نمی‌شود.

## کاربران
- افغانستان – ارتش افغانستان
- الجزایر – ۲۵۰
- آنگولا – ۷۵
- ارمنستان – ۴۷
- جمهوری آذربایجان – ۶۳
- بنگلادش – کاآرال ۱۲۲، تایپ ۹۰بی

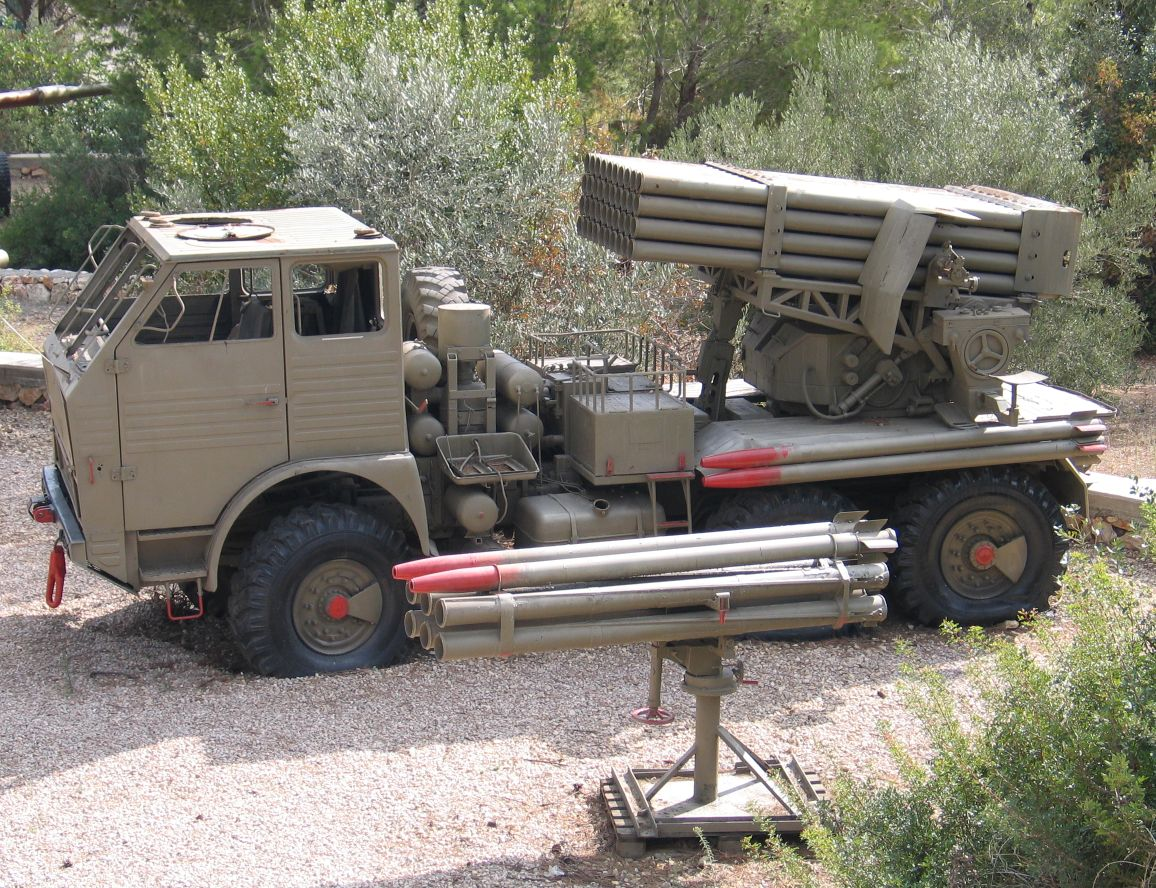
آپار-۴۰ مدل تولید رومانی.

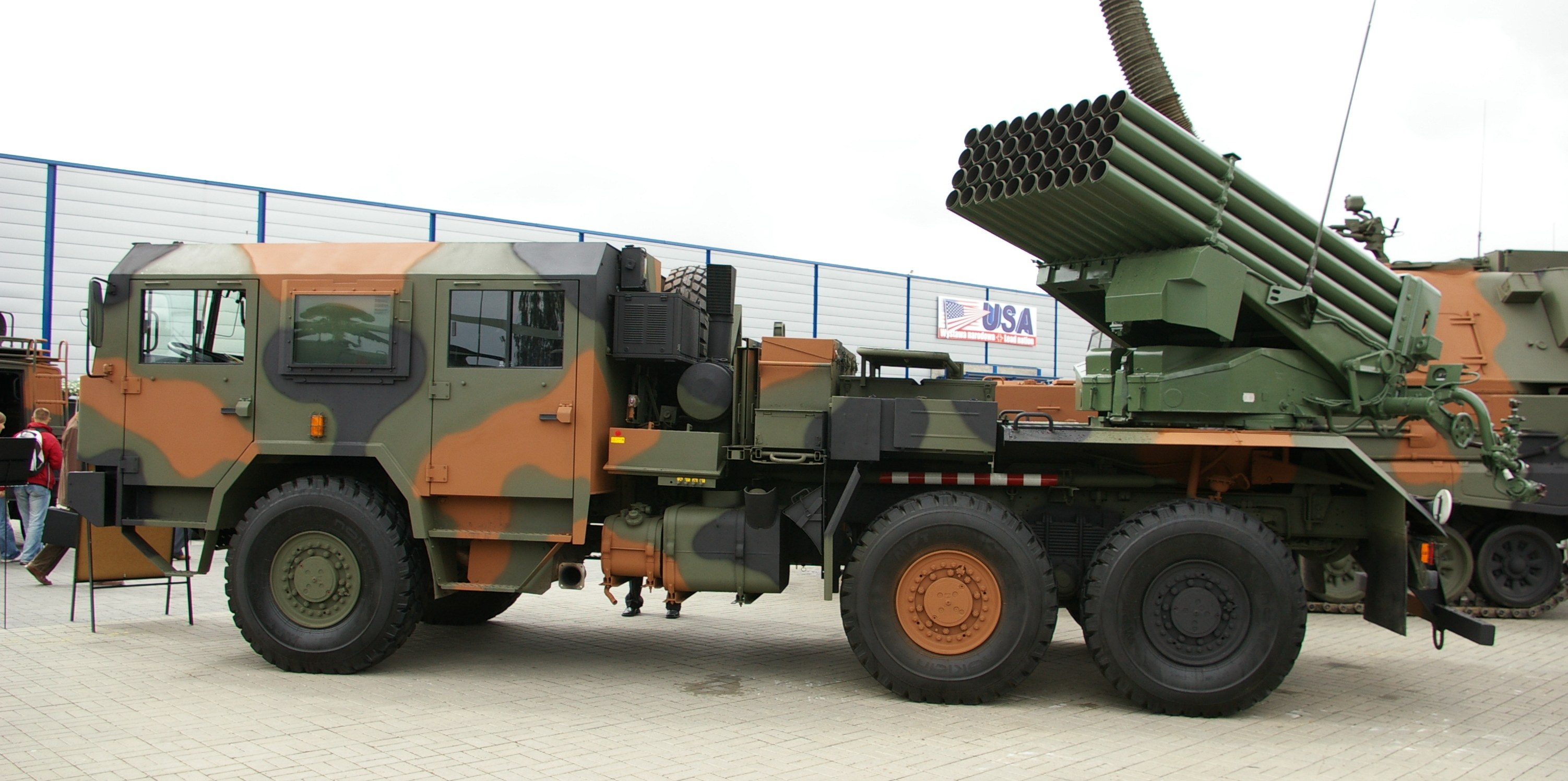
وِ. اِر-۴۰ «لانگوستا» مدل کاملاً مدرن لهستانی.

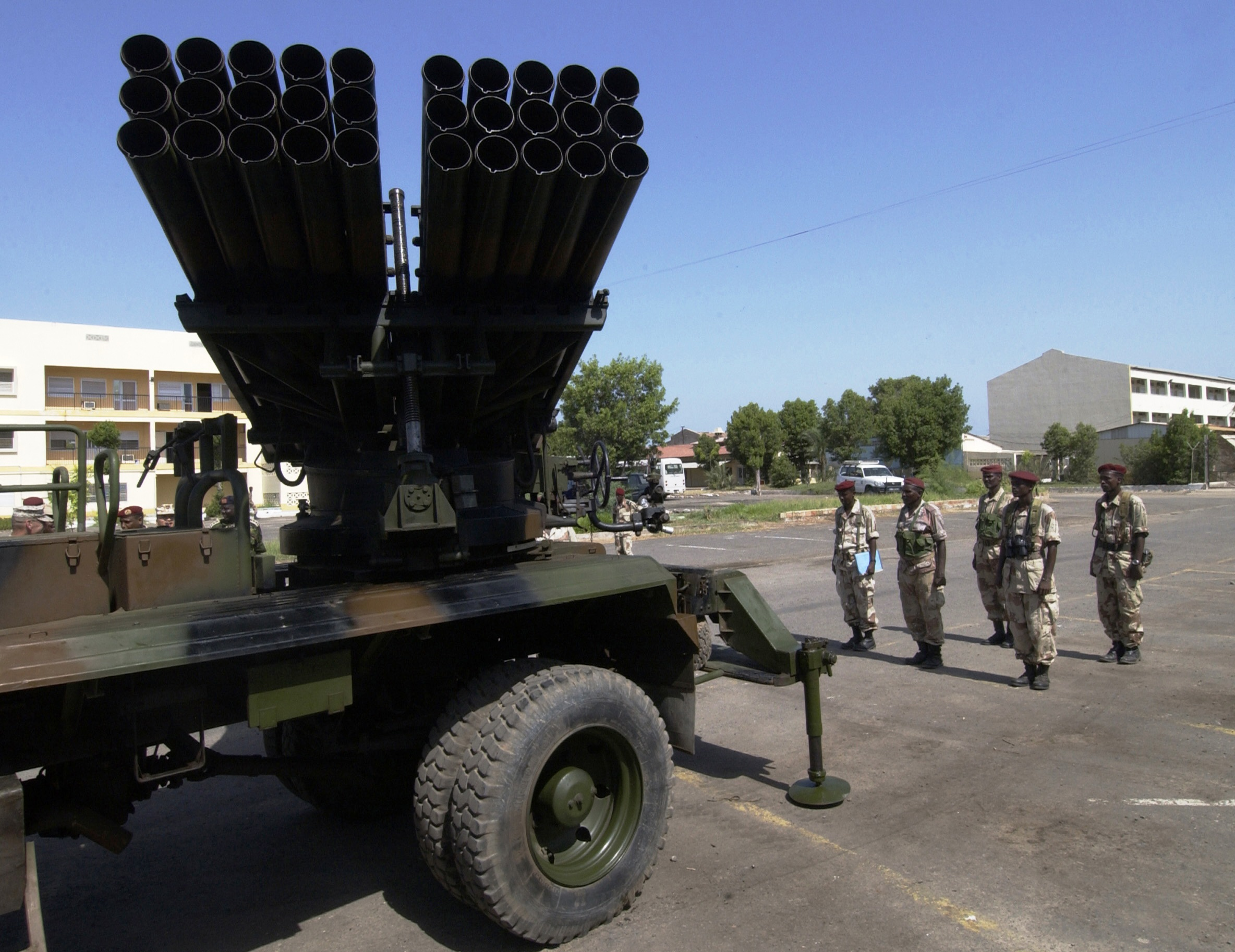
گراد در ارتش جیبوتی

- بلاروس – ب‌ام-۲۱ و ب‌ام-۲۱آ بلگراد
- بوسنی و هرزگوین – ۶
- بلغارستان – حدود ۱۹۲ سیستم فعال و حدود ۲۰۰ سیستم ذخیره
- بورکینافاسو – ۱۰
- جمهوری آفریقای مرکزی – ۵
- کامبوج – ۱۰۰
- کامرون – ۵۰
- چاد – ۴
- ساحل عاج – ۲۰
- کرواسی – ۶۴
- کوبا – ۲۵۰
- قبرس – ۴
- جمهوری کنگو – ۶
- جمهوری دموکراتیک کنگو – ۶
- جیبوتی
- اکوادور – ۱۰
- مصر – ۲۱۵
- اریتره – ۲۵
- اتیوپی – ۱۰
- فنلاند – ۲۴ واحد. از خدمت خارج شده‌اند.
- غزه - حماس و شبه‌نظامیان دیگر (انوع ایرانی با ۲۰ کیلومتر برد و انواع چینی با برد ۴۰ کیلومتر).[۲][۳]
- گرجستان
- یونان – ۱۱۶ آرام-۷۰
- مجارستان – ۴۶
- اندونزی –آرام-۷۰ (توسط تفنگداران دریایی استفاده می‌شود)
- هند – ۱۵۰+
- ایران ۱۰۰ دستگاه در حال حاضر. در سال‌های ۱۹۸۰ تا ۱۹۸۸ ۶۸ دستگاه از شوروی خریداری شد. (تعدادی نیز در ایران تولید شد و بعدها از خط تولید خارج و خانواده فجر جایگزین آن شد)
- عراق – ۵۵
- اسرائیل – ۵۰ دستگاه از گروه‌های شبه نظامی ضبط شد. در خدمت فعال نظامی قرار ندارد.
- قزاقستان – 100[۴]
- قرقیزستان – 21[۵]
- لبنان – ۳۰ دستگاه - به همراه تعدادی ب‌ام-۱۱
- لیبریا – ?
- لیبی – ۲۰۰+
- مراکش – ۳۶
- مغولستان – ?
- مقدونیه شمالی – ۱۲
- مالی – ۲
- موزامبیک – ۵
- میانمار – ۲۳۰
- نامیبیا – ۴
- نیکاراگوئه – ۳۰
- نیجر ۱۱ آپی‌آر-۲۱ و آپی‌آر-۴۰
- کره شمالی۳۵۰
- پاکستان – ۴۰
- پرو – 14[۶]
- لهستان – 219[۷]
- رومانی – ۳۵۲ آپی‌آر-۴۰ (۱۲۴ دستگاه به لاروم ارتقاء یافته‌اند)
- روسیه – ۱٬۷۵۰[۸]
- جمهوری دموکراتیک عربی صحرا – 10[۹]
- سومالی - ۱?
- اوستیای جنوبی – ۵
- سوریه – ۲۵۰
- تاجیکستان – 10[۱۰]
- تانزانیا – ۴۸
- ترکمنستان – 56[۱۱]
- ازبکستان – 36[۱۲]
- اوکراین – ۶۰۰
- ونزوئلا – ۵۲
- ویتنام – ۸۰۰
- یمن – ۲۸۰
- زامبیا – ۵۰
- زیمبابوه – ۲۵